# برگلرن
برگلرن (به آلمانی: Berglern) یک شهر در آلمان است که در بایرن واقع شده‌است.

## خصوصیات
برگلرن ۱۹٫۸۹ کیلومترمربع مساحت دارد ۴۴۰ متر بالاتر از سطح دریا واقع شده‌است.